# Gloeosporium trifolii
Gloeosporium trifolii är en svampart som beskrevs av Peck 1883. Gloeosporium trifolii ingår i släktet Gloeosporium och familjen Dermateaceae.   Inga underarter finns listade i Catalogue of Life.